# Социальный феномен
Социа́льное явле́ние или социа́льный фено́мен — одно из основополагающих понятий социологии и социальной философии, которое означает «элемент социальной реальности, обладающий всей полнотой социальных свойств и признаков»; это любое проявление отношений или взаимодействия людей или даже отдельное событие или случай; все, что проявляет себя, существует, есть в социальной действительности. Социальные явления — это явления взаимодействия людей, осуществляемые в социальном пространстве: непосредственно в контактной группе или опосредованно через причастность индивидов к сообществам, через социальные организации, институты.
В качестве социальных явлений выступают люди с их действиями, чувствами, отношениями, мыслями и предметы. Социальные явления это «материальные и духовные продукты человеческой деятельности, социальные институты, учреждения, организации, потребности, интересы, отдельные стороны процессов и тому подобное». Многие социальные явления латенты и наряду с выражением очевидных характеристик социальной действительности, выражают её глубинные процессы, хотя в этом случае не наблюдается их непосредственная связь с данным социальным явлением. Социологические исследования использующие «определённые приёмы, процедуры и методы получения информации о социальном явлении» выступают в качестве средства его выявления (социальной практики).
Различают две основные разновидности социальных явлений:
- явления, выражающие случайные (второстепенные) отношения и связи;
- явления, которые свидетельствуют о сущностных характеристиках социальных объектов.

Из всей совокупности социальных явлений чаще выделяются последние, потому что они обладают устойчивыми, повторяющимися (массовые) и типичными связями и отношениями социальной реальности. Каждое из социальных явлений отличается от другого определёнными «эмпирическими признаками», которые отмечаются в социальных показателях. Массовые (повторяющиеся) социальные явления изучаются с помощью статистических методов. Количественное изучение совокупности социальных явлений и интенсивности проявления их признаков способствует осознанию вероятностного характера социальных связей и отношений, позволяет зафиксировать закономерности и тенденции их развития.
Любое социальное явление может быть рассмотрено как социальный факт в том случае, если были установлены его свойства и признаки — «повторяемость, массовость, типичность, общественная значимость». Таким образом социальные явления являются отправной точкой социологического исследования. В таком сложном процессе как исследование социальной жизни общества социальное явление представляет собой определенную ступень в познании его значимых черт, как и выступает в качестве самого непосредственного и простого из наблюдаемых элементов этого процесса, является точкой отсчёта восхождения социального познания от простого к сложному, «от многообразия свойств проявления социальной жизни в его основных характеристик».